# Capone (película)
Capone es una película estadounidense de 1975 dirigida por Steve Carver, escrita por Howard Browne y protagonizada por Ben Gazzara, Susan Blakely, Harry Guardino, John Cassavetes y Sylvester Stallone. La película es una biografía del famoso gánster Al Capone. Fue publicada en DVD en los Estados Unidos y Europa por primera vez en marzo de 2011.

## Sinopsis
La historia se centra en el ascenso y en la caída del gánster Al Capone en la ciudad de Chicago y en el control que tuvo sobre esta ciudad durante los años de la prohibición.

## Reparto
- Ben Gazzara - Al Capone
- Harry Guardino - Johnny Torrio
- Susan Blakely - Iris Crawford
- John Cassavetes - Frankie Yale
- Sylvester Stallone - Frank Nitti
- Frank Campanella - Big Jim Colosimo
- John Orchard - Dion O'Banion
- Carmen Argenziano - Jack McGurn
- George Chandler - Robert E. Crowe
- John Davis Chandler - Hymie Weiss
- Royal Dano - Anton Cermak
- Peter Maloney - Jake Guzik
- Dick Miller - Joe Pryor
- Robert Phillips - Bugs Moran
- Martin Kove - Peter Gusenberg
- Tony Giorgio - Antonio Lombardo
- Johnny Martino - Tony Amatto